# Tatort: Sein letzter Wille
Sein letzter Wille ist die 203. Folge der Fernsehreihe Tatort. Die vom Süddeutschen Rundfunk produzierte Folge wurde erstmals am 4. April 1988 im Ersten Programm der ARD ausgestrahlt. Für Kriminalhauptkommissar Hans Schreitle (Horst Michael Neutze) ist es der zweite Fall als Hauptermittler. Es geht um einen Musikalienhändler, der sich querstellt.

## Handlung
Herr Kissling wendet sich in einem griechischen Lokal in Stuttgart an Kriminalhauptkommissar Schreitle, da er sich von der „Bauinvest Süd“ bedroht fühlt. Er führt ein Musikaliengeschäft in 5. Generation im Zentrum des mittelalterlichen Führstadt. Das soll den postmodernen Bauten der BIS weichen. Selbst der Polizeidirektor könne seinen Schutz nicht mehr garantieren. Er zeigt ihm einen anonymen Drohbrief. Schreitle wimmelt den „Rechthaber“ ab. Dennoch schaut er sich vor Ort um. Beim abendlichen Spaziergang kommt Schreitle an der Musikalienhandlung vorbei. Er sieht Lichtkegel, und plötzlich rennen zwei dunkle Gestalten an ihm vorbei auf die Straße. Dadurch ist sein kriminalistischer Spürsinn geweckt, und er sieht sich im Haus um. Schreitle findet den zusammengeschlagenen Kissling am Boden der verwüsteten Geschäftsräume liegen. Nachdem Kissling ins Krankenhaus gebracht wurde, geht Schreitle in die Forst-Lichtspiele, um Frau Kissling nach ihrer Meinung zu fragen. Sie kann ihren Mann bei seinem einsamen Kampf nicht unterstützen.
Schreitle erfährt vom Gastwirt seiner Pension, wo man sich in Führstadt einmal umsehen müsste. Die Wirtin im „Strietzel“ gibt ihm die Adresse von Katsche. Dort angekommen, wird er von Katsche und Schneider zusammengeschlagen. Nach einer Erholungsphase nimmt er Katsche im „Strietzel“ vor versammelter Mannschaft fest. Bei der Vernehmung mimt der den Unschuldigen und wird recht tatkräftig vom örtlichen Polizisten unterstützt. Schreitle kann Schneider stellen. Das hilft aber nicht viel weiter, zumal der einen der besten (und teuersten) Strafverteidiger, Dr. Zahl, aufbietet und sofort auf freien Fuß kommt. Schreitle findet Dr. Zahl in weiblicher Begleitung in einer Hotellobby. Es handelt sich um Frau Liebmeier von der „Bauinvest Süd“. Alle Andeutungen Schreitles weist Dr. Zahl aalglatt ab.
Der zähe Kommissar lässt nicht locker und das ist auch gut so, denn er findet nach Ladenschluss den Musikalienhändler reglos am Boden liegen. Erschossen! Seine Frau ist angesichts der Nachricht geschockt aber auch ein wenig erleichtert. Schreitle besucht den „Neckarboten“ kurz vor Redaktionsschluss und überzeugt den Lokalredakteur davon, seine Version zu publizieren. Schreitle wird am nächsten Morgen nach Erscheinen des „Neckarboten“ vom örtlichen Polizeichef nach Hause geschickt. Das hindert ihn nicht, Katsche zu einem Gasthof zu folgen, wo der sich mit Frau Liebmeier zum Essen trifft. Er setzt sich auffällig an den Nebentisch. Frau Liebmeier ist souverän genug, sich davon nicht aus der Reserve locken zu lassen. Der einfältige Katsche dagegen wird ausfällig.
Kommissar Schreitle wendet sich an den örtlichen Bauunternehmer Lachmann. Außer Selbstbeweihräucherung und Warnungen kann er von dem nichts erwarten. Aber immerhin trifft dieser sich kurz danach mit Liebmeier und Zahl in der Hotellobby. Dann wird auf Schreitle vor dem Hotel geschossen. Frau Liebmeier rennt zu ihm und nimmt ihn zu sich ins Hotelzimmer, wo sie ihn nicht nur verbindet, sondern auch mit ihm flirtet. Nach dem Geplänkel erfährt der Kommissar, dass Kisslings Motivation sich quer zu stellen aus der Zeit stammt, als dieser noch im Gemeinderat war und erfuhr, wie die gemeindeeigenen Grundstücke verhökert wurden.
Im Beisein des Staatsanwalts wird Czerna von Schreitle verhört. Durch einen Trick gibt der schließlich zu, von Lachmann beauftragt worden zu sein. Aber wer tatsächlich Kissling erschossen hat, erfährt Schreitle erst im Gespräch mit dessen Frau.

## Einschaltquote und Hintergrund
Bei der Erstausstrahlung wurde diese Folge von 10,6 Mio. Zuschauern gesehen, was einem Marktanteil von 28 % entsprach. Die Folge wurde in Waiblingen und Stuttgart sowie München und Umgebung zwischen dem 3. November und dem 5. Dezember 1986 gedreht.

## Kritik
‚Daumen hoch‘ heißt es bei der Fernsehzeitschrift TV Spielfilm. Das Urteil lautet: „Schwäbischer Kleinstadtmief, verquickt mit Wirtschafts-Korruption - ein deutscher Alptraum!“ Das Fazit: „Krimi-Szenario aus dem Sumpf der Provinz“.